# خانه بتلا
خانه بتلا (به هندی: Batla House) فیلمی محصول سال ۲۰۱۹ و به کارگردانی [[نیکیل آدوانی]] است. در این فیلم بازیگرانی همچون (جان آبراهام، مرونال تاکور، راوی کیشان و نورا فتحی) ایفای نقش کرده‌اند.